# Dragon Ash
Dragon Ash (ドラゴンアッシュ) ist eine der führenden Bands des japanischen Hip-Hops. Sie wird angeführt von Kenji Furuya. In Japan stellt sie eine der ersten Bands dar, die mit Hip-Hop bekannt geworden ist und sind entsprechend zu einem Symbol der Musik in ihrem Land geworden. Durch ihre Mischung aus Rap, Punk-Rock-Elementen und R&B führten die Musiker den amerikanischen Stil in die japanische Mainstream-Musik ein. Zu ihren besten Stücken gehören Grateful Days, Life Goes On und I Love Hip-Hop. Dabei benutzen Dragon Ash unterschiedlichste Samples verschiedener amerikanischer Bands, darunter die Smashing Pumpkins, von denen sie in Cherub Rock die Basslinie und in Grateful Days die Anfangssequenz von Today aufnahmen.
2003 gründeten Dragon Ash mit den japanischen Bands SOURCE und Mach25 das Label Mob Squad, wo sie bis heute unter Vertrag stehen. Mach25 wurde inzwischen durch die Band Endive ersetzt.
Außerhalb Asien gewann die Band durch das Stück Shizuka na Hibi no Kaidan Wo, welches für den Film Battle Royale verwendet wurde, einen gewissen Bekanntheitsgrad.

## Mitglieder
- Kenji „Kj“ Furuya, Gitarre und Gesang
- Makoto Sakurai, Schlagzeug
- Tetsuya „DJ Bots“ Sato, Turntables und Drumcomputer
- Hiroki Sugiyama – Gitarre
- Masaki „Dri-V“ Chiba – Tanz
- Atsushi Takahashi – Tanz

Ehemaliges Mitglied
- Ikuzo „Iküzöne“ Baba, E-Bass, gestorben am 21. April 2012 an Herzversagen.

## Diskografie

### Studioalben
| Jahr | Titel                                                                            | Höchstplatzierung, Gesamtwochen, AuszeichnungChartsChartplatzierungen (Jahr, Titel, Platzierungen, Wochen, Auszeichnungen, Anmerkungen) | Anmerkungen                             |
| Jahr | Titel                                                                            | JP | Anmerkungen                             |
| ---- | -------------------------------------------------------------------------------- | --- | --------------------------------------- |
| 1997 | Mustang!                                                                         | JP24 Gold · (24 Wo.)JP | Erstveröffentlichung: 21. November 1997 |
| 1998 | Buzz Songs                                                                       | JP8 Platin · (61 Wo.)JP | Erstveröffentlichung: 2. September 1998 |
| 1998 | Free Your Mind #33                                                               | — | Erstveröffentlichung: 19. Dezember 1998 |
| 1999 | Viva La Revolution                                                               | JP1 ×2Doppeldiamant · (35 Wo.)JP | Erstveröffentlichung: 23. Juli 1999     |
| 2000 | Summer Tribe                                                                     | — | Erstveröffentlichung: 12. Juli 2000     |
| 2000 | Episode 2                                                                        | — | Erstveröffentlichung: 23. August 2000   |
| 2000 | Shizuka na Hibi no Kaidan wo (静かな日々の階段を) The Stair Steps of a Quiet Day | — | Erstveröffentlichung: 29. November 2000 |
| 2000 | Amploud                                                                          | — | Erstveröffentlichung: 29. November 2000 |
| 2001 | Lily of da Valley                                                                | JP2 ×2Doppelplatin · (19 Wo.)JP | Erstveröffentlichung: 14. März 2001     |
| 2003 | Mob Squad                                                                        | JP— PlatinJP | Erstveröffentlichung: 2003              |
| 2003 | Harvest                                                                          | JP1 ×2Doppelplatin · (14 Wo.)JP | Erstveröffentlichung: 23. Juli 2003     |
| 2004 | Harvest Remixes                                                                  | JP24 (4 Wo.)JP | Erstveröffentlichung: 24. März 2004     |
| 2005 | Rio de Emocion                                                                   | JP1 Platin · (11 Wo.)JP | Erstveröffentlichung: 7. September 2005 |
| 2007 | Independiente                                                                    | JP4 Gold · (13 Wo.)JP | Erstveröffentlichung: 21. Februar 2007  |
| 2009 | Freedom                                                                          | JP6 (10 Wo.)JP | Erstveröffentlichung: 4. März 2009      |
| 2010 | Mixture                                                                          | JP7 (11 Wo.)JP | Erstveröffentlichung: 8. Dezember 2010  |
| 2014 | The Faces                                                                        | JP3 (17 Wo.)JP | Erstveröffentlichung: 15. Januar 2014   |
| 2017 | Majestic                                                                         | JP3 (8 Wo.)JP | Erstveröffentlichung: 31. Mai 2017      |

### EPs
| Jahr | Titel              | Höchstplatzierung, Gesamtwochen, AuszeichnungChartsChartplatzierungen (Jahr, Titel, Platzierungen, Wochen, Auszeichnungen, Anmerkungen) | Anmerkungen                            |
| Jahr | Titel              | JP | Anmerkungen                            |
| ---- | ------------------ | --- | -------------------------------------- |
| 1997 | The Day Dragged On | JP49 (9 Wo.)JP | Erstveröffentlichung: 21. Februar 1997 |
| 1997 | Public Garden      | — | Erstveröffentlichung: 23. April 1997   |

### Kompilationen
| Jahr | Titel                                     | Höchstplatzierung, Gesamtwochen, AuszeichnungChartsChartplatzierungen (Jahr, Titel, Platzierungen, Wochen, Auszeichnungen, Anmerkungen) | Anmerkungen                             |
| Jahr | Titel                                     | JP | Anmerkungen                             |
| ---- | ----------------------------------------- | --- | --------------------------------------- |
| 2007 | The Best of Dragon Ash with Changes Vol.1 | JP3 Platin · (13 Wo.)JP | Erstveröffentlichung: 5. September 2007 |
| 2007 | The Best of Dragon Ash with Changes Vol.2 | JP2 Platin · (14 Wo.)JP | Erstveröffentlichung: 5. September 2007 |
| 2012 | Loud & Peace                              | JP3 (11 Wo.)JP | Erstveröffentlichung: 22. August 2012   |

### Singles
| Jahr | Titel Album                                                                                | Höchstplatzierung, Gesamtwochen, AuszeichnungChartsChartplatzierungen (Jahr, Titel, Album, Platzierungen, Wochen, Auszeichnungen, Anmerkungen) | Anmerkungen                                                                                                |
| Jahr | Titel Album                                                                                | JP | Anmerkungen                                                                                                |
| ---- | ------------------------------------------------------------------------------------------ | --- | --- |
| 1997 | Rainy Day and Day –                                                                        | — | Erstveröffentlichung: 22. Oktober 1997                                                                     |
| 1998 | Hi wa Mata Noborikuri Kaesu (陽はまたのぼりくりかえす) The Sun Will Rise Again and Again – | JP50 Gold (Digital) · (21 Wo.)JP | Erstveröffentlichung: 21. Mai 1998                                                                         |
| 1998 | Under Age’s Song –                                                                         | — | Erstveröffentlichung: 23. Juli 1998                                                                        |
| 1999 | Let yourself go, Let myself go –                                                           | JP4 Platin + Gold (Digital) · (20 Wo.)JP | Erstveröffentlichung: 3. März 1999                                                                         |
| 1999 | I ♥ Hip Hop –                                                                              | JP4 Platin · (16 Wo.)JP | Erstveröffentlichung: 1. Mai 1999                                                                          |
| 1999 | Grateful Days –                                                                            | JP1 ×2Doppelplatin · (17 Wo.)JP | Erstveröffentlichung: 1. Mai 1999                                                                          |
| 2000 | Deep Impact –                                                                              | JP2 Platin · (14 Wo.)JP | Erstveröffentlichung: 15. März 2000                                                                        |
| 2000 | Summer Tribe –                                                                             | JP4 Platin · (8 Wo.)JP | Erstveröffentlichung: 12. Juli 2000                                                                        |
| 2000 | Lily’s E.P. –                                                                              | JP2 Platin · (12 Wo.)JP | Erstveröffentlichung: 29. November 2000                                                                    |
| 2000 | Shizuka na Hibi no Kaidan wo (静かな日々の階段を) The Stair Steps of a Quiet Day –         | JP— Gold (Digital)JP | Erstveröffentlichung: 29. November 2000 Battle Royale Movie OST – featured as official ending credits song |
| 2002 | Life goes on –                                                                             | JP1 ×2Doppelplatin + Gold (Digital) · (18 Wo.)JP                                                                                               | Erstveröffentlichung: 23. Januar 2002                                                                      |
| 2002 | Fantasista –                                                                               | JP1 ×2Doppelplatin + Platin (Digital) · (25 Wo.)JP                                                                                             | Erstveröffentlichung: 6. März 2002                                                                         |
| 2003 | Morrow –                                                                                   | JP2 Platin · (9 Wo.)JP | Erstveröffentlichung: 25. Juni 2003                                                                        |
| 2004 | Shade –                                                                                    | JP2 Gold · (6 Wo.)JP | Erstveröffentlichung: 14. Juli 2004                                                                        |
| 2005 | Crush the Window –                                                                         | JP2 Gold · (8 Wo.)JP | Erstveröffentlichung: 1. Juni 2005                                                                         |
| 2005 | Yuunagi Union (夕凪Union) Twilight Union –                                                 | JP4 (6 Wo.)JP | Erstveröffentlichung: 13. Juli 2005                                                                        |
| 2006 | Ivory –                                                                                    | JP10 (6 Wo.)JP | Erstveröffentlichung: 19. Juli 2006                                                                        |
| 2006 | Few Lights Till Night –                                                                    | JP9 (6 Wo.)JP | Erstveröffentlichung: 27. September 2006                                                                   |
| 2006 | Yume de Aetara (夢で逢えたら) If We Met in My Dream –                                      | JP10 Gold (Digital) · (9 Wo.)JP | Erstveröffentlichung: 6. Dezember 2006                                                                     |
| 2008 | Velvet Touch –                                                                             | JP7 (7 Wo.)JP | Erstveröffentlichung: 18. Juni 2008                                                                        |
| 2008 | Tsunagari Sunset (繋がりSunset) Linking Sunset –                                           | JP10 (7 Wo.)JP | Erstveröffentlichung: 3. Dezember 2008                                                                     |
| 2009 | Unmei Kyoudoutai (運命共同体) Fate Cooperative System –                                    | JP11 (3 Wo.)JP | Erstveröffentlichung: 4. Februar 2009                                                                      |
| 2010 | Ambitious –                                                                                | JP8 (5 Wo.)JP | Erstveröffentlichung: 16. Juni 2010                                                                        |
| 2010 | Spirit of Progress E.P. –                                                                  | JP9 (4 Wo.)JP | Erstveröffentlichung: 3. November 2010                                                                     |
| 2012 | Run to the Sun / Walk with Dreams –                                                        | JP11 (6 Wo.)JP | Erstveröffentlichung: 19. September 2012                                                                   |
| 2013 | Here I Am –                                                                                | JP16 (5 Wo.)JP | Erstveröffentlichung: 25. Mai 2013                                                                         |
| 2013 | Lily –                                                                                     | JP24 (4 Wo.)JP | Erstveröffentlichung: 27. November 2013                                                                    |
| 2016 | Hikari no Machi (光りの街) The City of Light –                                             | JP12 (4 Wo.)JP | Erstveröffentlichung: 9. November 2016                                                                     |
| 2017 | Beside You –                                                                               | JP10 (5 Wo.)JP | Erstveröffentlichung: 29. März 2017                                                                        |
| 2021 | New Era –                                                                                  | JP17 (5 Wo.)JP | Erstveröffentlichung: 30. Juni 2021                                                                        |